# English Teacher
English Teacher é uma banda inglesa de indie rock de Leeds, criada em 2020. É formada pela vocalista Lily Fontaine, o guitarrista Lewis Whiting, o baterista Douglas Frost e o baixista Nicholas Eden. Em setembro de 2024, o grupo foi anunciado como vencedor do Mercury Music Prize por seu álbum de estreia This Could Be Texas, lançado pela Island Records.

## Membros
- Lily Fontaine – vocal principal, guitarra base, sintetizador, piano
- Lewis Whiting – guitarra solo, sintetizador
- Douglas Frost – bateria, piano, sintetizador, backing vocal
- Nicholas Eden – baixo

### Membros de turnê
- Blossom Caldarone - violoncelo, piano

## Discografia

### Álbuns de estúdio
- This Could Be Texas (2024)

### Álbuns ao vivo
- Live At The Brudenell Social Club (2024)

### EPs
- Polyawkward (2022)
- Live from BBC Maida Vale (2024)

### Singles
- "You Won't Believe How Beautiful She Is When It Has Snowed" (2020)
- "Wallace" (2021)
- "R&B (Theo Verney Version)" (2021)
- "Song About Love" (2023)
- "The World's Biggest Paving Slab" (2023)
- "Nearly Daffodils" (2023)
- "Mastermind Specialism" (2023)
- "Albert Road" (2024)
- "R&B" (2024)